# Holger K. Nielsen
Holger Kirkholm Nielsen, född den 23 april 1950 i Ribe, är en dansk politiker från Socialistisk Folkeparti. Han var Danmarks utrikesminister från den 12 december 2013 till den 30 januari 2014.
Nielsen var ledamot av Folketinget 1981-1984 och är det sedan 1987. Han var partiledare 1991-2005 samt skatteminister från 16 oktober 2012 till 12 december 2013 då han efterträdde Villy Søvndal som utrikesminister. 
Han har examen (Cand.mag.) i statsvetenskap från Köpenhamns universitet från 1979. Han har även studerat på Aarhus universitet och Belgrads universitet.